# Álvaro Arroyo Martínez
Álvaro Arroyo Martínez (nascut el 22 de juliol de 1988) és un exfutbolista professional madrileny, que jugava com a lateral dret. El seu darrer equip fou l'Albacete Balompié.

## Carrera esportiva
Nascut a Madrid, Arroyo va debutar amb el Rayo Vallecano B a la tercera divisió. L'estiu de 2009 va fitxar pel veí Getafe CF, per jugat també a l'equip B a la mateixa categoria, i va ajudar l'equip a promocionar a Segona divisió B per primer cop en la seva història.
Arroyo va jugar el seu primer partit a Segona B el 29 d'agost de 2010, jugant els 90 minuts en una victòria per 1–0 contra l'Atlètic de Madrid B. Va acabar la temporada amb set partits jugats.
Afavorit per una sèrie de lesions de diversos defenses de l'equip, Arroyo va començar a entrenar-se amb el primer equip de Luis García. L'1 d'abril de 2012 fou suplent (sense arribar a jugar) en un partit de primera divisió que acabà en derrota 0–3 contra l'Atlètic de Madrid i, nou dies després, va debutar en la competició tot substituint Pedro Ríos al darrer minut en una derrota per 0–4 contra el FC Barcelona; a la jornada 16, va disputar tot el partit en una victòria contra el Sevilla FC per 5–1.
Arroyo va disputar 17 partits la temporada 2014–15, en què el Getafe va poder evitar el descens. El 3 de juny de 2015, va deixar el club després que expirés el seu contracte.

### Albacete
El 28 de juny de 2016, després d'un any d'inactivitat, Arroyo va fitxar per l'Albacete Balompié de Segona B. Va jugar 40 partits en el seu primer any– play-offs inclosos – marcant contra el Zamudio SD (4–0 victòria a fora) i la SD Amorebieta (1–0, a casa) en temporada regular.
A les darreries de desembre de 2018 Arroyo, llavors capità de l'equip, va estendre el contracte fins al 30 de juny de 2021.